# 太陽能熱水器

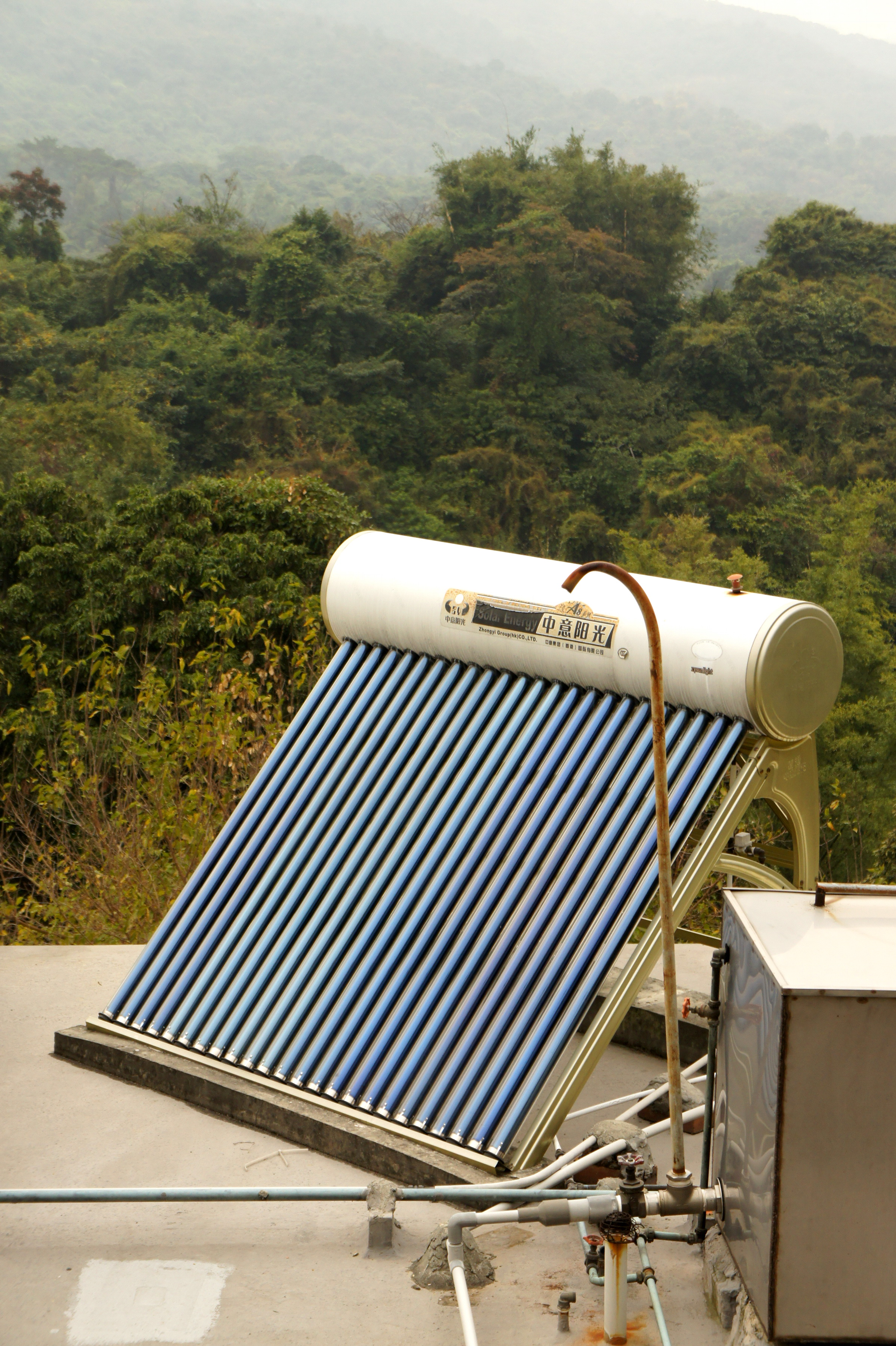
太陽能熱水器

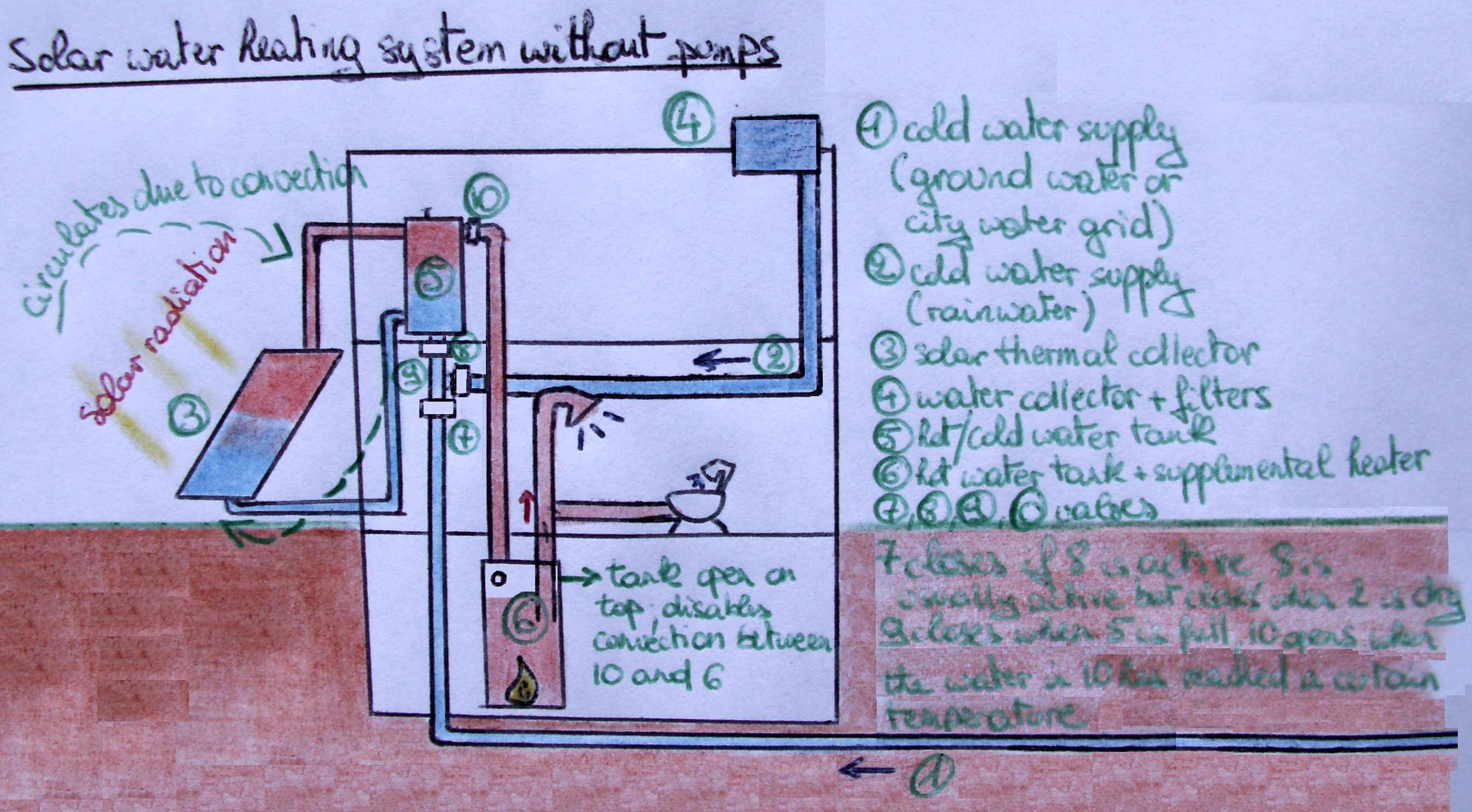
太陽能熱水器原理

太陽能熱水器是指利用陽光中蘊含的能量將水加溫的設備，屬於可再生能源技術的一種。可分為主動型與被動型，被動型通常包含儲水槽與集熱器，主動型還包括讓水循環的泵以及控制溫度的功能。水槽與集熱器有可能結合成一體，也有可能分離。在現存的可再生能源設備當中，能量轉換效率最高，也較為經久耐用。
其集熱器可分為平板型、真空管型、集光型、選擇吸收膜或選擇反射膜等幾種。

## 概述

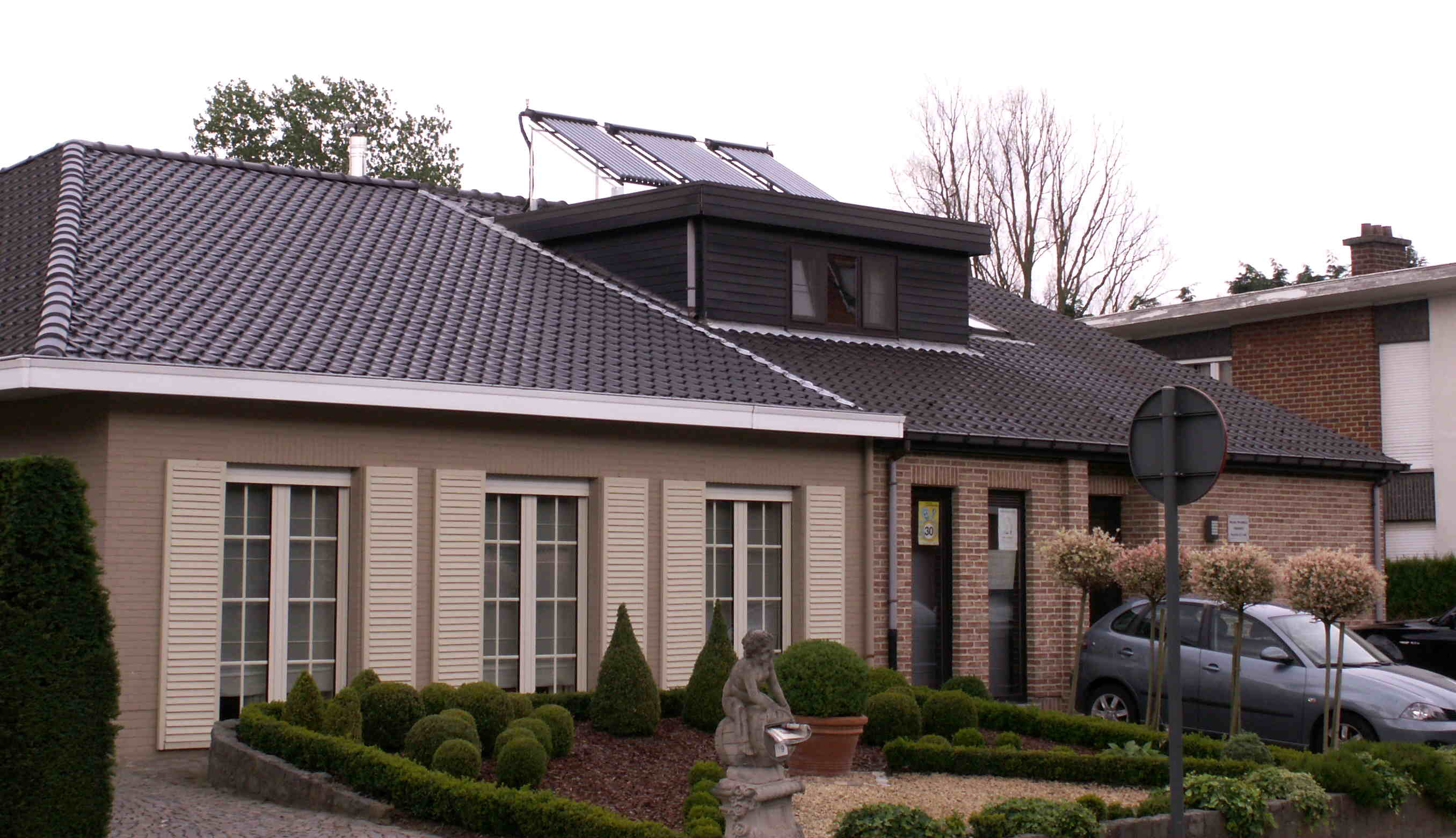
安裝在比利時一戶房頂上的太陽能熱水器

由太陽加熱的熱水被用於在許多方面。雖然在住宅環境中提供生活用熱水也許是最知名的应用，太陽能熱水也有工業應用，例如：發電。 在適合炎熱氣候下的設計變得更簡單与更便宜，並且在這些地方可以被認為是適用技術。在全球太陽能熱能利用市場中，佔主導地位的市場是中國，歐洲，日本和印度。

## 參看
- 太阳灶
- 可再生能源商业化
- 太阳能
- 太阳能光伏

## 外部連結
- Parts of a solar heating system（页面存档备份，存于）
- solar heating system setup（页面存档备份，存于）